# Christiaan Pieter van Eeghen (1816-1889)

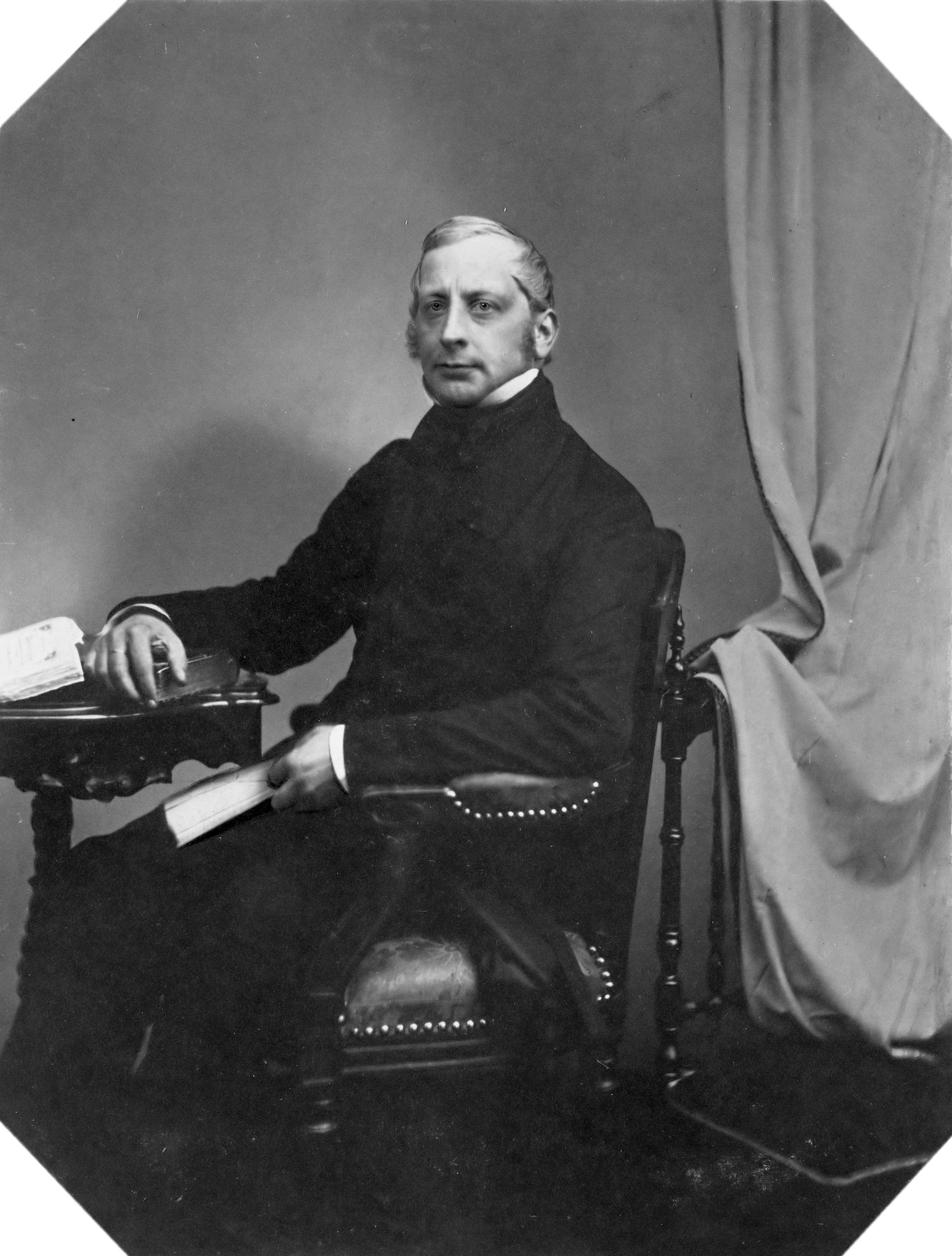
Christiaan Pieter van Eeghen (1816-1889)

Christiaan Pieter (Piet) van Eeghen (Amsterdam, 25 oktober 1816-aldaar, 25 oktober 1889) was een 19e-eeuwse Amsterdamse doopsgezinde bankier, kunstenaar, kunstverzamelaar en filantroop. Zijn kunstverzameling geniet wereldfaam. Hij was onder andere oprichter van het Vondelpark en het Koninklijk Oudheidkundig Genootschap. Hij trouwde in 1842 met zijn nicht Catharina Huidekoper (1822-1879), dochter van de Amsterdamse burgemeester Pieter Huidekoper en Sara Geertruida Margaretha van Eeghen. Hij was de vader van Jan Herman van Eeghen.
Van Eeghen stichtte de eerste woningcorporatie in Amsterdam en was 25 jaar lang president-directeur van De Nederlandsche Bank.

## Initiatieven
In 1843 richtten zeven mannen, onder wie Van Eeghen, na een choleraepidemie de Vereniging voor Ziekenverpleging op. Jonge vrouwen van protestanten huize werden opgeleid tot de eerste geschoolde verplegers van het land. Zij gingen zieke Amsterdammers aan huis verzorgen, een soort wijkverpleging dus. In 1854 kocht de vereniging drie afgebrande grachtenpanden aan en bouwde er het Prinsengrachtziekenhuis, de eerste particuliere verpleeginrichting.
In 1846 richtte Piet van Eeghen met een paar vermogende en invloedrijke vrienden de Vereniging tot Opbeuring van Boetvaardige Gevallen Vrouwen op. Gestreefd werd naar de inkeer en de terugkeer op het rechte pad van Amsterdamse prostituées door voor hen een werkhuis en een woonruimte te regelen. In 1849 financierde hij de stichting, door ds. Ottho Gerhard Heldring uit Zetten, in een voormalige bierbrouwerij, van het Asiel Steenbeek in de Betuwe, waar de Amsterdamse vrouwen enige tijd konden verblijven voor opvang.
In 1851 was hij, onder meer met zijn schoonvader,  een van de oprichters van de Vereeniging ten behoeve der Arbeidersklasse te Amsterdam (VAK), de oudste woningbouwvereniging in Nederland, die op kleine schaal woninkjes bouwde op Oostenburg en in de Passeerderstraat.
Met een aantal andere notabelen vormde Van Eeghen een commissie, die streefde naar de stichting van een nationaal museum in Amsterdam. In februari 1864 presenteerden de heren een schetsontwerp van Pierre Cuypers voor een bouwwerk aan het Leidsebosje. De jonge stedebouwkundige van de gemeente Jacob van Niftrik zag echter in de locatie een belemmering voor de stadsuitbreiding, en het plan ging op de lange baan.